# Фарвиг, Рене
Рене Федерико Фарвиг Гильен (исп. René Federico Farwig Guillen, 30 сентября 1935, Валенсия, Испания) — боливийский горнолыжник. Первый спортсмен, представлявший Боливию на зимних Олимпийских играх.

## Биография
Рене Фарвиг родился 30 сентября 1935 года в испанском городе Валенсия.
В 1955 году стал чемпионом Южной Америки по горнолыжному спорту.
В 1956 году, заручившись поддержкой Боливии, вошёл в число участников зимних Олимпийских игр в Кортина-д'Ампеццо. Выступал в двух дисциплинах. В слаломе был дисквалифицирован в первом заезде и остался без итогового места. В гигантском слаломе поделил 75-76-е места с результатом 4 минуты 15,0 секунды, уступив 1 минуту 14,9 секунды победителю — Тони Зайлеру из Австрии. Гильен стал первым спортсменом, представлявшим Боливию на зимних Олимпиадах, и единственным членом делегации в Кортина-д'Ампеццо. Он был знаменосцем сборной Боливии на церемонии открытия Игр.
В дальнейшем переехал в Канаду, стал управляющим горнолыжным курортом в окрестностях Джаспера, занимался живописью. С Фарвигом связано и второе участие Боливии в зимней Олимпиаде, состоявшееся в 1980 году в Лейк-Плэсиде: он помог собрать команду из трёх горнолыжников.
В 1988 году во время зимних Олимпийских игр в Калгари Фарвиг отвечал за подготовку трасс для горнолыжного спорта и фристайла в Накиске.

### Дружба с папой римским
В 1955 году Фарвиг участвовал в Фестивале молодёжи и студентов, который проходил в Польше, и познакомился в Закопане с капелланом сборной Польши Каролем Войтылой, будущим папой римским Иоанном Павлом II. В 1984 году Фарвиг и Войтыла встретились в Эдмонтоне, куда папа приехал в рамках официального визита в Канаду, и возобновили дружбу.

## Семья
Племянник Рене Фарвига Билли Фарвиг (род. 1957) также занимался горнолыжным спортом, в 1980 году представлял Боливию на зимних Олимпийских играх в Лейк-Плэсиде.